# Euptoieta claudia
Euptoieta claudia ist ein in Nord- und Mittelamerika vorkommender Schmetterling aus der Familie der Edelfalter (Nymphalidae).

## Merkmale

### Falter
Die Falter erreichen eine Flügelspannweite von 45 bis 80 Millimetern, wobei die Weibchen geringfügig größer als die Männchen sind. Bei beiden Geschlechtern sind die orangefarbenen oder gelbbraunen Flügeloberseiten mit schwarzen Flecken und Linien gemustert. In der Submarginalregion ist eine schwarze Punktreihe zu erkennen. Die schwarzen Adern heben sich deutlich hervor. Der Saum ist dunkelbraun. Die Basalregionen sind bräunlich verdunkelt. Die Flügelunterseiten sind hellbraun bis rotbraun marmoriert. Perlmuttflecke fehlen.

### Raupe, Puppe
Ausgewachsene Raupen sind rötlich gefärbt und zeigen eine dünne, unterbrochene weiße Rückenlinie sowie gleichfarbige breite Nebenrückenlinien und Seitenstreifen. Jedes Körpersegment ist mit verzweigten schwarzen Dornen versehen. Am Kopf befinden sich zwei kurze, dünne, gerade Hörner, die am Ende kolbenförmig auslaufen. Die Puppe ist als Stürzpuppe ausgebildet und hat eine cremig weiße Farbe. An den Flügelscheiden sind mehr oder weniger stark ausgebildete schwarzbraune Streifen zu erkennen. Von der gesamten Körperoberfläche heben sich kleine schwarze Punkte und orangefarbige spitze Höcker ab.

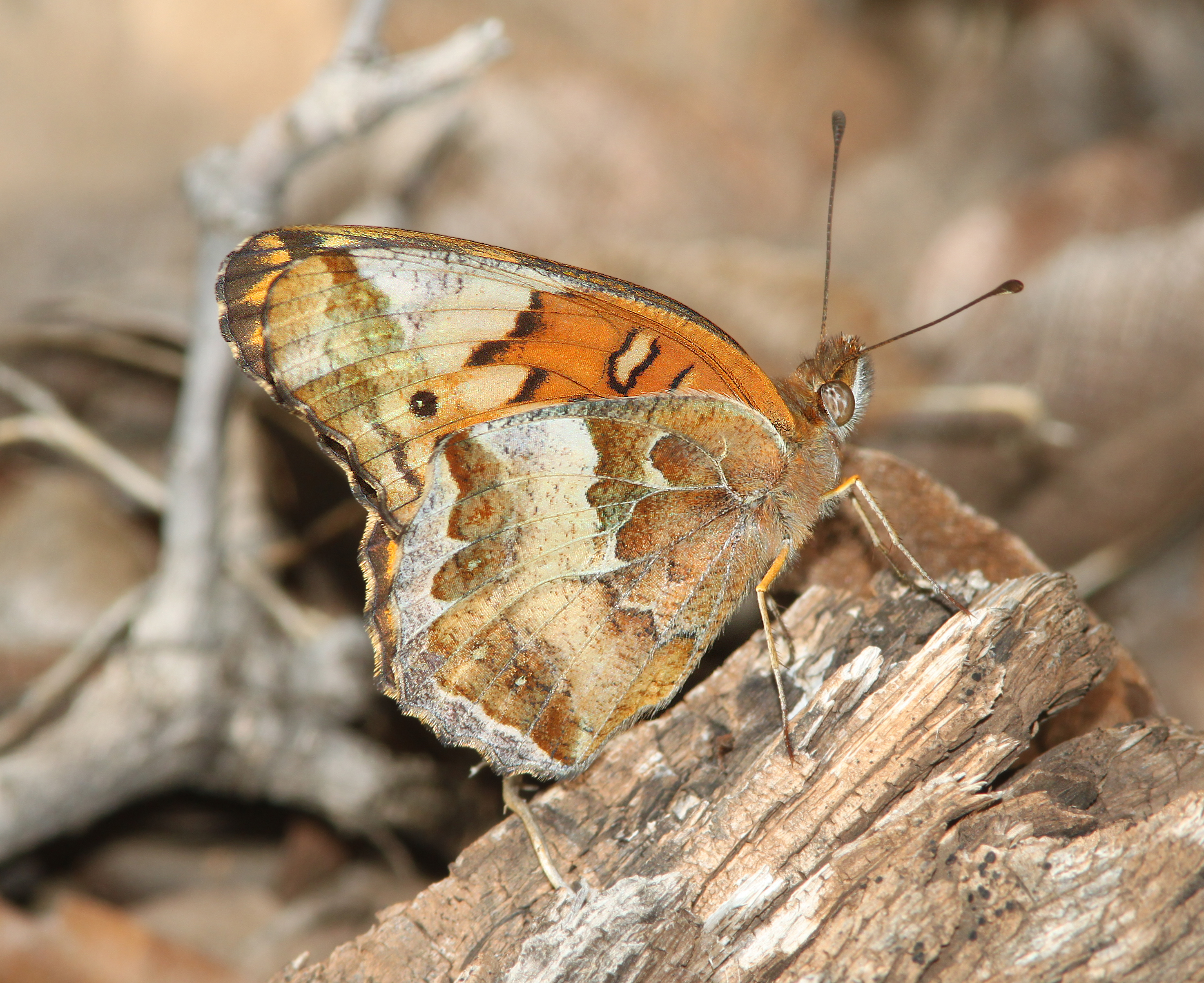
Flügelunterseite
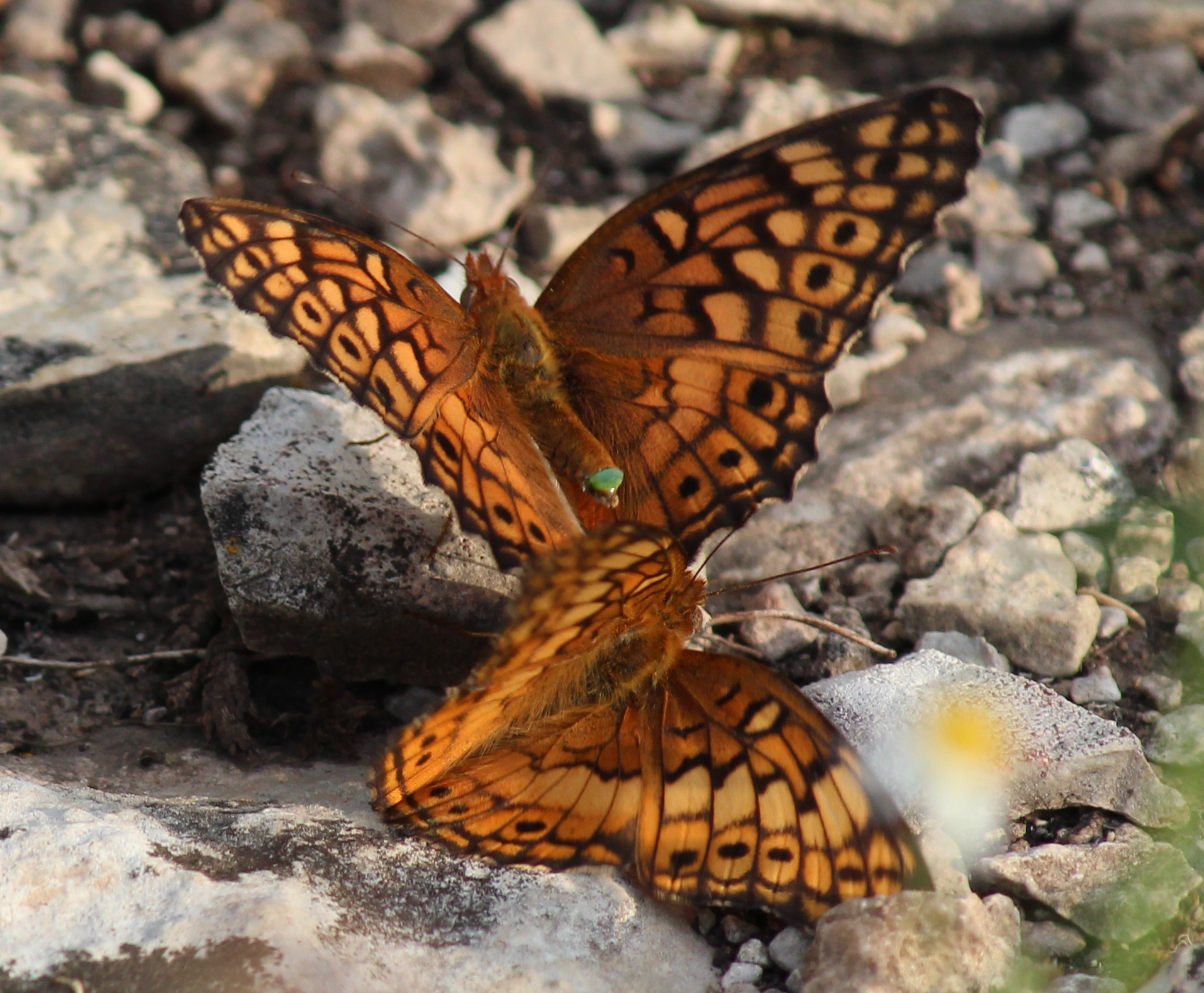
oben ♀, das Paarungsbereitschaft anzeigt
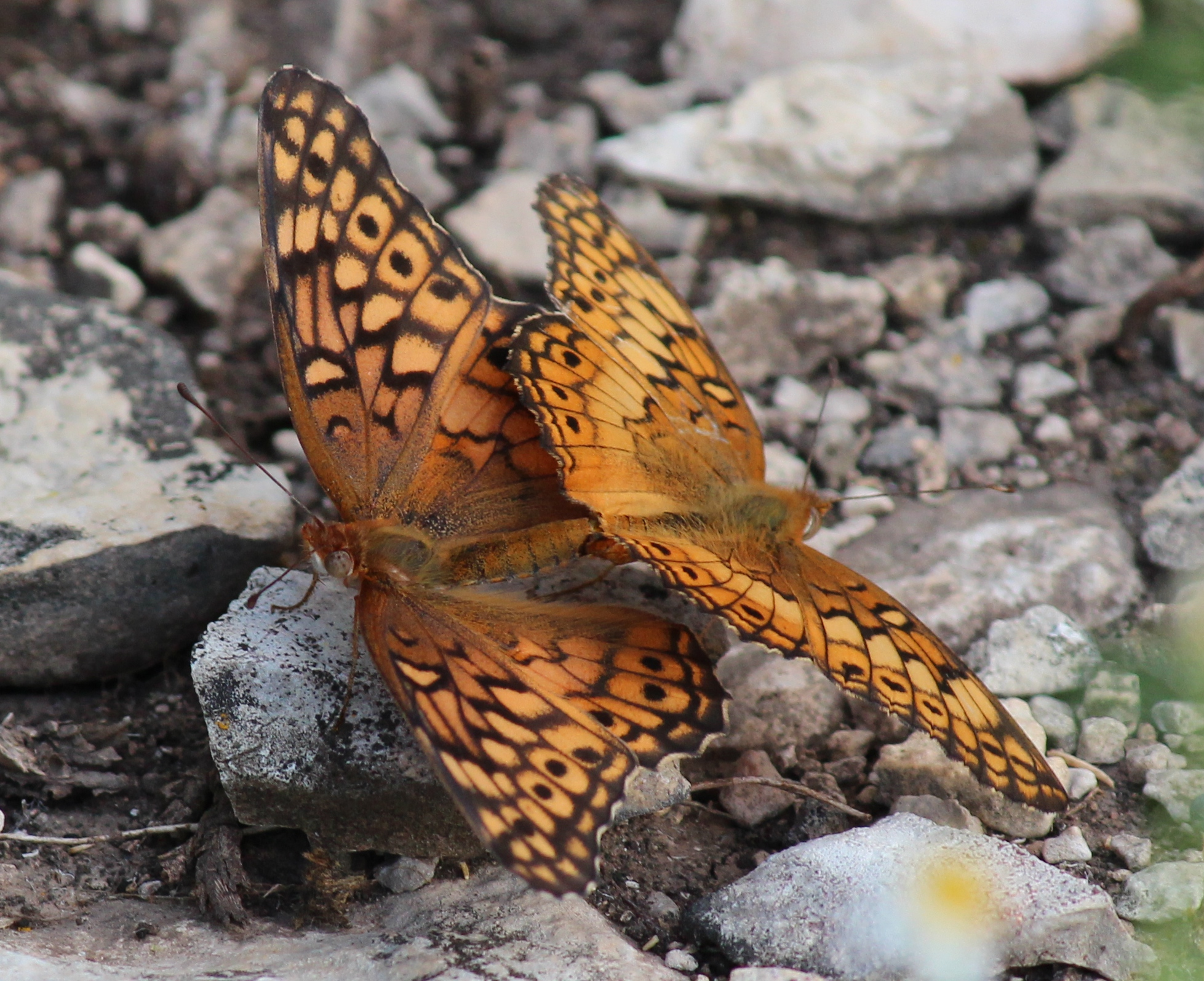
Vollendete Paarung, links ♀, rechts ♂
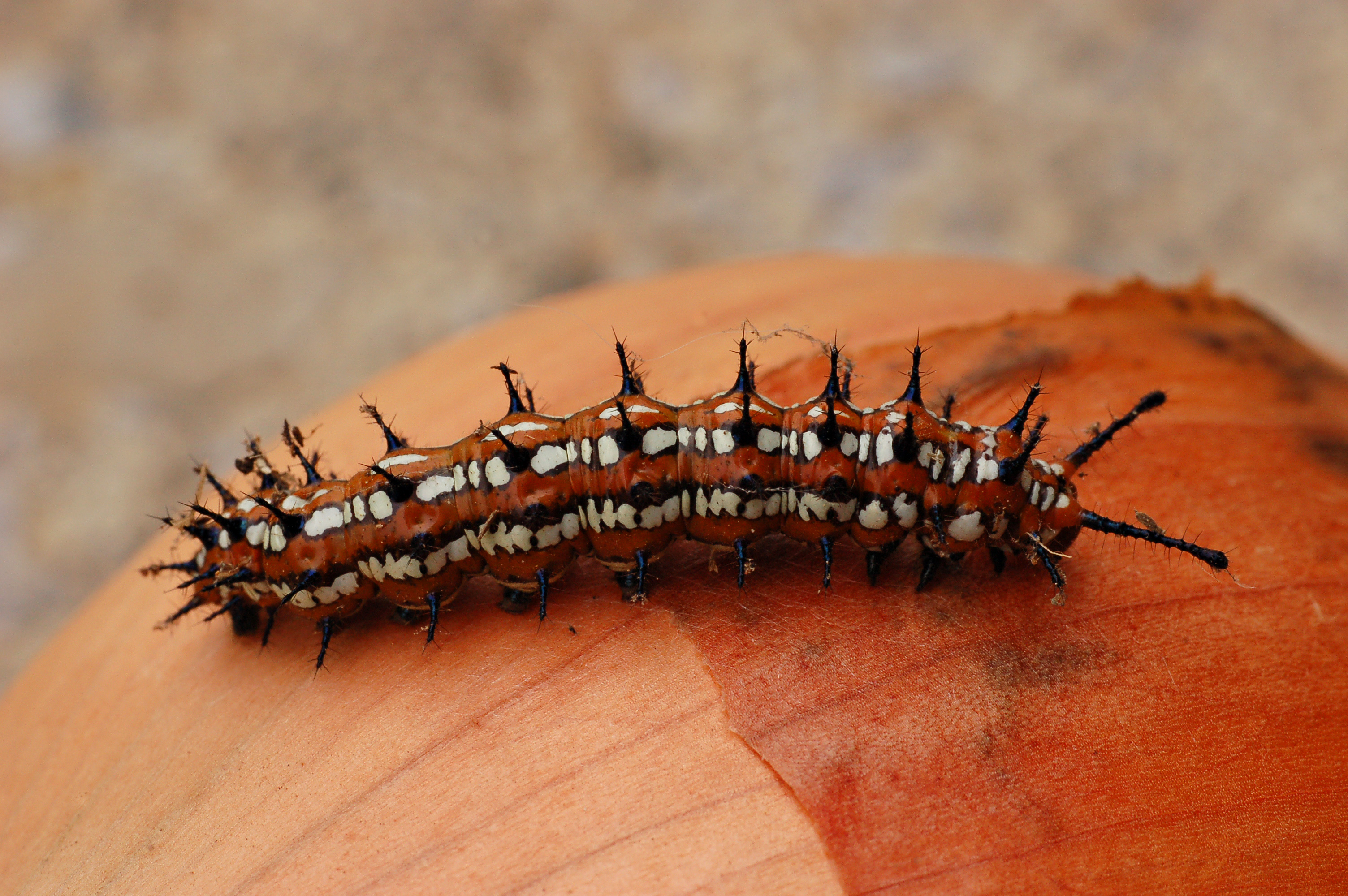
Raupe
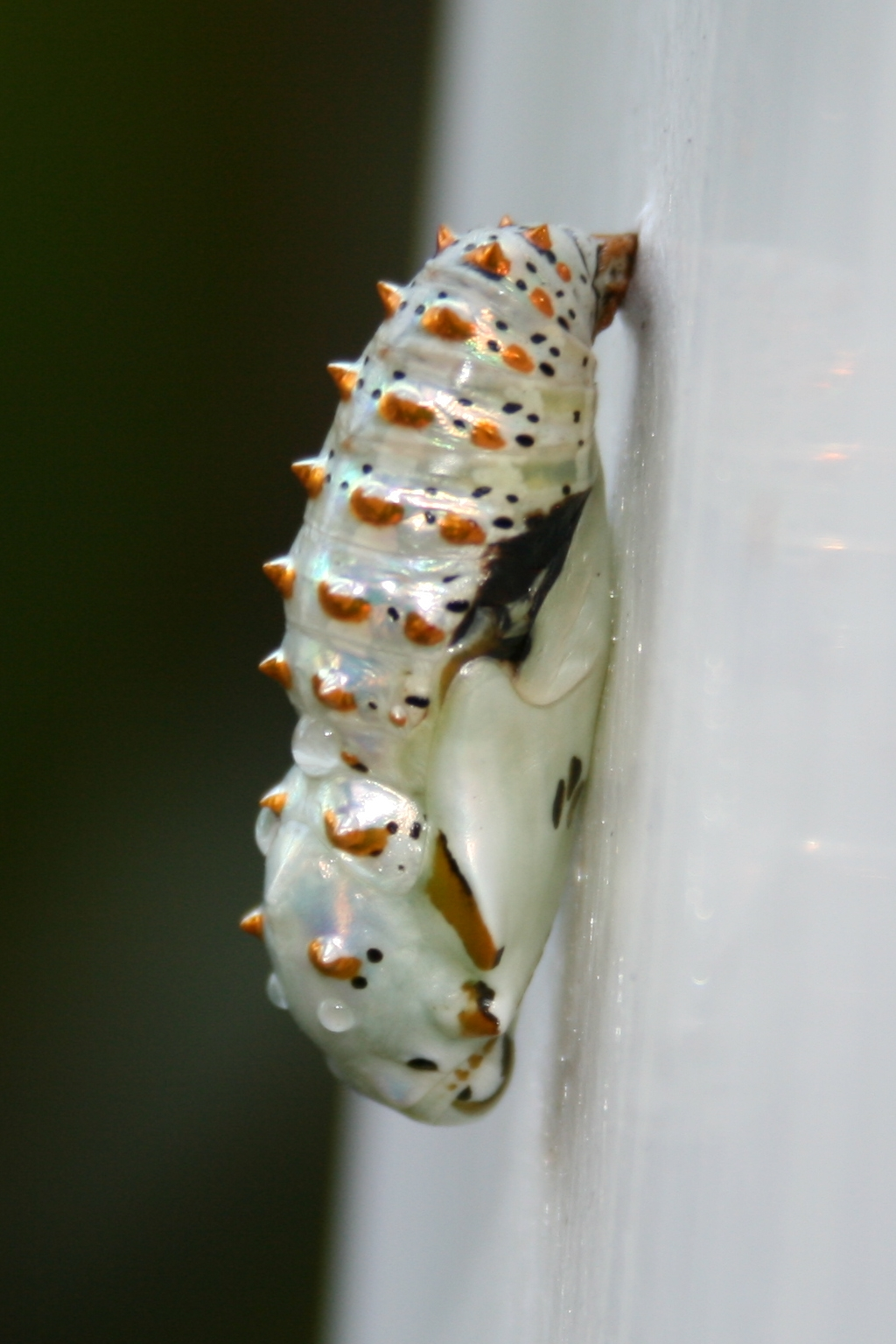
Puppe

### Ähnliche Arten
Euptoieta hegesia unterscheidet sich durch die zeichnungsarme, gelbliche Basalregion auf der Hinterflügeloberseite sowie die verwaschene Marmorierung auf der Hinterflügelunterseite.

## Verbreitung und Lebensraum
Die Verbreitung von Euptoieta claudia erstreckt sich vom Süden Kanadas über die USA bis zu den Westindischen Inseln. In Nebraska, Arkansas und Florida ist sie durch die Unterart Euptoieta claudia daunius vertreten. Die Art besiedelt bevorzugt offene Gras- und Buschlandschaften.

## Lebensweise
Die Falter bilden in den nördlichen Verbreitungsgebieten drei Generationen im Jahr, die von April bis Oktober fliegen. Im Süden werden fortlaufende Generationen gebildet. Sie saugen zur Nahrungsaufnahme gerne an Blüten und nehmen zuweilen Mineralstoffe von feuchten Erdstellen auf. Die Eier werden auf der Oberseite der Blätter oder an den Stielen der Nahrungspflanze abgelegt. Die Raupen ernähren sich von den Blüten und Blättern verschiedener Pflanzen, beispielsweise von Veilchen- (Viola), Lein- (Linum), Passionsblumen- (Passiflora), Sedum-, Mondsamen- (Menispermum) oder Wegericharten (Plantago).